# سلکرک‌شر
سلکرک‌شر (به انگلیسی: Selkirkshire) یک منطقهٔ مسکونی در بریتانیا است که در اسکاتیش بوردرز واقع شده‌است.